# Omloop Het Volk 1947
L'Omloop Het Volk 1947 va ser la tercera edició de l'Omloop Het Volk. La cursa es va disputar el 23 de març de 1947, amb inici i final a Gant. El vencedor fou Albert Sercu.

## Classificació general
| Posició | Ciclista                   | Temps      |
| ------- | -------------------------- | ---------- |
| 1       | Albert Sercu (BEL)         | 7h 18' 35" |
| 2       | Emiel Faignaert (BEL)      | + 2"       |
| 3       | Achiel Buysse (BEL)        | + 56"      |
| 4       | Émile Masson (BEL)         | + 1' 00"   |
| 5       | René Oreel (BEL)           | + 1' 01"   |
| 6       | Sylvère Maes (BEL)         | + 1' 02"   |
| 7       | André Rosseel (BEL)        | + 1' 02"   |
| 8       | Maurice Meersman (BEL)     | + 1' 02"   |
| 9       | Maurice Desimpelaere (BEL) | + 1' 02"   |
| 10      | Briek Schotte (BEL)        | + 1' 03"   |